# Часопис Браничево
Часопис Браничево jе часопис за књижевност и културу. Излази тромесечно у Пожаревцу од 1955. године. До 1999. је излазио у континуитету, након паузе, наставља да излази од 2004. године па све до данас, без прекида. Редакцију чине Драги Ивић (главни и одговорни уредник), Биљана Миловановић Живак, Велиша Јоксимовић, Александра Дракулић, Ненад Радуловић и Бојан Николић. Александар Лукић, српски песник, уређивао је часопис Браничево у два наврата, 1994—1995. и од 2008. Часопис има рубрике Поезија, Проза, Преводи, Суочавања, Скица за портрет, Под лупом, Угао за децу и младе и Култура.